# Erkegem (West-Vlaanderen)
Erkegem is een dorp en woonkern van Oostkamp in de Belgische provincie West-Vlaanderen. Het ligt ten oosten van het centrum van Oostkamp.

## Natuur en landschap
Erkegem ligt tussen de valleien van de Rivierbeek en de Bornebeek op een hoogte van ongeveer 10 meter.

## Bezienswaardigheden
- Kasteel Erkegem met park, ten westen van de kern.
- Kasteel de Cellen met park, ten noorden van de kern.

## Nabijgelegen kernen
Oostkamp, Waardamme, Hertsberge, Moerbrugge, Sint-Joris, Beernem